# Cathay Wagantall
Cathay Wagantall (née le 3 juillet 1956 à Regina) est une femme politique canadienne, députée conservatrice de Yorkton—Melville à la Chambre des communes du Canada depuis les élections fédérales de 2015.

## Biographie
Originaire de Regina, Cathay Wagantall a grandi dans le sud de la Saskatchewan à Esterhazy en 1967.
Boursière, elle a obtenu un baccalauréat en éducation physique avec les plus grands honneurs à l'Université de la Saskatchewan. Pendant l'été, elle a travaillé dans des hôpitaux et des foyers de soins de niveau 4.
Après avoir voyagé dans le monde pendant quelques années, Wagantall et son mari ont conclu un partenariat dans une entreprise de construction d'une cour à bois et de sous-traitance à Springside. Ils rachètent finalement les autres parts mais font faillite durant la récession.
En 1985, elle  déménage à Edmonton et devient directrice des sports pour le North American Baptist College (plus tard Taylor College and Seminary). Six ans plus tard la famille déménage à Lloydminster (Alberta), où son mari exerce comme pasteur à la NewLife Community ChurchWagantall. Wagantall est alors entraîneuse de basketball communautaire et aide-enseignant auprès d'enfants ayant des besoins spéciaux à la maternelle et au secondaire.
De retour à Edmonton en 1998, elle travaille pour la Taylor University College and Seminary, en étant chargée du développement, de la comptabilité et des prêts étudiants. Elle enseigne également à l'école du dimanche.
Dans les années 2000, elle travaille au bureau de circonscription des députés conservateurs d'Edmonton—Sherwood Park. Cela s'arrête en mars 2011, date à laquelle la famille rentre à Esterhazy pour devenir propriétaires et exploitants de Positive Signs, une entreprise de production de panneaux et d'imprimés.
Elle est mariée  depuis 1976, a trois enfants et neuf petits-enfants.

### Carrière politique
En 2004, Cathay Wagantall entre au conseil d'administration du Parti conservateur du Canada pour Edmonton—Mill Woods—Beaumont et sert comme présidente de l'élection, présidente et d'agent financier. Elle est ensuite directrice de campagne pour Mike Lake en 2006 et 2008, puis agent officiel pour Tim Uppal en 2011.
Elle se lance en politique  lors des élections fédérales de 2015 pour le  Parti conservateur du Canada dans Souris—Moose Mountain, afin de succéder à Garry Breitkreuz, député conservateur depuis 1993. Le 19 octobre elle est largement élue, avec plus de 59 % des suffrages exprimés.
Depuis son élection elle est membre du Comité permanent des anciens combattants.
Engagée contre l'avortement, elle est à l'origine en juin 2021 d'une motion cherchant à restreindre le droit à l'avortement. La motion a été appuyée par 81 députés conservateurs.

### Résultats électoraux
|       | Candidat                | Parti        | # de voix | % des voix |
|       | Cathay Wagantall        | Conservateur | +21 683,  | 59,22 %    |
|       | Brooke Taylor Malinoski | Libéral      | +06 504,  | 17,76 %    |
|       | Doug Ottenbreit         | NPD          | +07 396,  | 20,2 %     |
|       | Elaine Marie Hughes     | Vert         | +01 030,  | 2,81 %     |
| Total | Total                   | Total        | 36 613    | 100 %      |